# Мадлен Коллінз
«Мадлен Коллінз» (фр. Madeleine Collins) — франко-бельгійсько-швейцарський фільм, режисера Антуана Барро, який вийшов на екрани у 2021 році.

## Сюжет
В універмазі у франкомовній Швейцарії молода мати Марго Соріано втрачає свідомість і сильно вдаряється головою у примірювальній кімнаті. Прийшовши до тями, вона виходить з магазину. Коли почулися крики, продавчиня вийшла на вулицю і злякано скрикнула. Молода жінка померла.
Після титрів ми знайомимося з Жюдіт Фове, її сестрою, перекладачкою на конференціях і дружиною Мельвіля, диригента оркестру. У них двоє синів. Його робота перекладачем у компанії «Коллінз» вимагає багатьох поїздок. Але замість того, щоб поїхати до Польщі чи Іспанії, як вона стверджує, вона насправді їде до Швейцарії, де веде подвійне життя з Абделем Соріано, чоловіком своєї померлої сестри, з яким вона виховує свою маленьку племінницю Нінон, за якою вона доглядає з дитинства. Вона також має фальшиве швейцарське посвідчення особи на ім'я своєї сестри, Марго Соріано.
Але їй стає дедалі важче тримати межу між двома життями. Її син Йоріс має серйозні підозри. Вона несподівано знайомиться з людьми, які можуть ненавмисно проговоритися. Одного вечора до будинку Абделя несподівано приїжджають батьки Жюдіт. Вони шоковані, коли чують, як маленька Нінон називає Жюдіт «мамою», адже насправді вона не є матір'ю Нінон.
Не витримавши цієї сцени, Жюдіт тікає на своїй машині. Вона перевищує швидкість, її зупиняє поліція, але вона не може надати офіцеру жодних документів, які б посвідчували її особу. Поліцейський бачить у салоні автомобіля читацький квиток, на ім'я Марго Соріано. Перевірка по базі даних показує, що Марго Соріано померла трьома роками раніше. Жюдіт опиняється в поліцейському відділку, де її просять назвати своє справжнє ім'я. Компанія «Коллінз», де вона працювала, звільняє її. Насправді Марго — це молода жінка у початковій сцені, яка померла від удару по голові, і справжня мати маленької Нінон. Оскільки Нінон тоді була немовлям, Жюдіт зайняла місце Марго, дозволивши Нінон думати, що вона її мати.
Жюдіт вирішує покинути Мельвіля. Вона йде до будинку Абделя, де вони жорстоко сваряться. Жюдіт викрадає Нінон, але дівчинка дуже схвильована через сварку, свідком якої вона стала. Нарешті вона здогадується про правду і кілька разів повторює Жюдіт, що вона не її мати. Жюдіт розповідає їй правду, відводить Нінон назад до Абделя і йде.
На заправці вона зустрічає Курта, чоловіка, який дав їй фальшиве посвідчення особи. Він дає їй нове посвідчення на ім'я другої вигаданої особи: відтепер Жюдіт називатиметься Мадлен Коллінз.

## Акторський склад
- Віржині Ефіра — Жюдіт Фове
- Бруно Саломоне — Мелвіль Фове
- Кім Гутьєррес — Абдель Соріано
- Лоїза Бенгерель — Нінон Соріано

## Відгуки
На агрегаторі рецензій Rotten Tomatoes фільм має рейтинг схвалення 92 % на основі 25 рецензій із середньою оцінкою 7,2/10. На Metacritic фільм має середньозважену оцінку 64 зі 100 на основі 6 рецензій, що свідчить про «загалом схвальні відгуки».